# Macdonald Ngwa Niba
MacDonald Ngwa Niba (Buea, 1994. augusztus 8. –) kanadai-kameruni állampolgárságú labdarúgó.

## Pályafutása
Niba a kameruni Cinyodev FC csapatánál kezdte felnőtt labdarúgó-pályafutását. 2015 és 2017 között a kanadai North Toronto Nitros labdarúgója volt. 2017 és 2019 között a szlovák élvonalbeli FC Nitra játékosa volt, melynek színeiben ötvenkét bajnoki mérkőzésen szerepelt és két gólt is szerzett. 2019 júliusában szerződtette őt a Budapest Honvéd csapata. A klub elmondása szerint hiányposztra érkezett a bal lábas belső védőjátékos.

## Sikerei, díjai
Budapest Honvéd:
- Magyar Kupa-győztes: 2019–20